# Municipio de Santa Cruz Itundujia
El municipio de Santa Cruz Itundujia es uno de los 570 municipios del estado mexicano de Oaxaca. Su cabecera es la localidad de Santa Cruz Itundujia.

## Límites municipales
Tiene límites administrativos con los siguientes municipios San Andrés Cabecera Nueva, Santiago Yosundua,   y/o accidentes geográficos, según su ubicación:
|                                                                       | Norte: San Andrés Cabecera Nueva, Sta. Lucía Monteverde, Santiago Yosondúa |                                                                   |
| Oeste: San Andrés Cabecera Nueva, Putla Villa de Guerrero, La Reforma |                                                                            | Este: Santiago Yosondúa, San Mateo Yucutindoo, Santiago Amoltepec |
|                                                                       | Sur: Santiago Ixtayutla                                                    | Sureste: Santiago Amoltepec                                       |